# Эврика (телесериал)
«Эврика» (англ. Eureka) — американский научно-фантастический телесериал (снят в Британской Колумбии, Канада), премьера которого состоялась 18 июля 2006 года на канале Sci Fi Channel. В Великобритании и Ирландии сериал был показан на канале Sky1 2 августа 2006 года, где он был назван «Городок под названием Эврика» (A Town Called Eureka). С тех пор полностью вышло 5 сезонов и сериал был закрыт. Название сериала по-английски пишется со второй буквой «e» выше строки, напоминая математическую константу е.
Действие происходит в вымышленном городе под названием Эврика (штат Орегон), населённом по большей части гениями и учёными. Почти все в Эврике работают на Global Dynamics (огромный передовой объект исследований, отвечающий за развитие всех основных технологических прорывов за последние 50 лет). Каждый эпизод строится вокруг проблемы, возникшей в результате случайного или преднамеренного неправильного использования технологий и грозящей навредить городу или его учёным. Эти проблемы всегда решает шериф Джек Картер с помощью городских учёных. Также в каждом сезоне обыгрывается специальная тема: в 1-м и 2-м сезонах — артефакт; в 3-м — бункер 1930-х годов; в 3-м и 5-м — таинственный сигнал из космоса; в 4-м и 5-м — изменённая реальность.
Сериал создан Эндрю Кросби и Джейми Паглиа и производился Universal Media Studios. Оригинальная музыка написана Mutato Muzika (в 1-м сезоне) и Беаром Маккрири (во 2-м и 3-м сезонах). Исполнительные продюсеры прошедшего сезона: Паглиа, Чарльз Грант Крэйг, Таня Сент-Джон. В 2007 году номинировался на премию «Эмми» в категории «Лучшие визуальные эффекты».

## Сюжет
Эврика — высокотехнологичный город в штате Орегон (в пилотной серии — штат Вашингтон), населённый блестящими учёными, работающими над новыми научными исследованиями. Город управляется корпорацией под названием Global Dynamics (GD), которая находится под контролем Министерства обороны США. Существование города держится в секрете.
Федеральный маршал Джек Картер натыкается на Эврику при транспортировке своей дочери, малолетней преступницы, в Лос-Анджелес к её матери. И так как предыдущий шериф стал калекой в пилотной серии, то на эту должность назначают Картера. Несмотря на отсутствие гениальности, как у других жителей города, способность Джека Картера находить общий язык, его простые, но эффективные идеи, практичность и неизменная преданность своей работе постоянно спасает Эврику, а иногда и весь мир, от одного бедствия за другим.

## Персонажи
- Шериф Джек Картер (Колин Фергюсон) — маршал (судебный исполнитель) США, который неохотно становится шерифом Эврики. Его удивляют чудеса Эврики, а также их способность приводить к ситуации, грозящей всему городу, если не миру. Несмотря на то, что он не сведущ в науке, в городе, полном гениев, Джека уважают за простые идеи и способность находить связь между, казалось бы, разрозненными событиями, что часто помогает решить ситуацию.
- Доктор Эллисон Блейк (Салли Ричардсон-Уитфилд) — агент Министерства обороны, которая является связующим звеном между Эврикой и федеральным правительством, а затем становится директором Global Dynamics. Всегда активно участвует в решении возникшей ситуации. У неё есть сын Кевин, страдающий аутизмом (его отец умер, когда он был ещё ребёнком) и дочь Дженна (зачата от Нэйтана Старка, незадолго до его смерти). После изменения временной линии Кевин уже не страдал аутизмом, но Эллисон уже не была директором Global Dynamics, она стала главой медицинского отдела.
- Доктор Генри Дикон (Джо Мортон) — городской мастер на все руки. Хотя, как и большинство жителей Эврики, Генри блестящий учёный, он против ряда исследований в GD, поэтому предпочитает работу в качестве городского механика. Генри часто оказывает неоценимую помощь в решении возникшей проблемы. В 3-м сезоне стал мэром города (его вписала Лекси). В изменённом времени оказался женат на едва знакомой женщине. Пытался сохранить всё в тайне, но позже рассказывает всё «жене», после того как понимает, что влюбляется в неё.
- Помощник Шерифа Джозефина «Джо» Лупо (Эрика Серра) — ещё одна жительница города, не отличающаяся гениальностью, любит оружие. Во 2-м сезоне, после кратковременного романа с Таггертом, развивает отношения с Зейном. Он делает ей предложение в премьерной серии 4-го сезона, но Джо не смогла ему ответить. Позже, когда время изменилось, выяснилось, что в новой реальности они никогда не встречались, а, наоборот, терпеть не могут друг друга. В новом времени она начальник службы безопасности в GD.
- Доктор Нэйтан Старк (Эд Куинн) был одним из ведущих учёных Эврики. Он и Джек часто ссорятся, хотя и уважают друг друга. Ранее он был женат на Эллисон, и во 2-м сезоне они возродили отношения. Они должны были пожениться в 3-м сезоне, но он исчез, спасая мир от временного Парадокса, в день свадьбы. В 4-м сезоне появляется в качестве галлюцинации Джека Картера.
- Доктор Даглас Фарго (Грэйстон, Нил) — младший учёный, к которому коллеги относятся пренебрежительно. Часто оказывается причиной бедствий, постигающих город. Он также вызывает заметную долю проблем. Нил Грейстон также обеспечивает голос С. А. Р. Ы. (Self Actuated Residential Automated Habitat) — разумного дома Джека и Зоуи Картеров. В изменённой реальности является директором GD, которого, кстати, терпеть не могут его сотрудники. Здесь же он был властным эгоистом, с ролью которого не справлялся. Участвовал в пересечении с сериалом «Хранилище 13» того же телеканала: в 5-й серии 2-го сезона того сериала приезжает в Хранилище 13, для того чтобы произвести на нём обновление компьютерной системы.
- Зейн Донован (Найалл Мэйттер) — взбалмошный гений, принятый на работу во 2-м сезоне в качестве альтернативы тюремному заключению, после того как его арестовали по обвинению в мошенничестве (якобы вызвал обвал Нью-Йоркской фондовой биржи). Он также развивает отношения с Джо Лупо, вскоре после прибытия в Эврику. Однако эти отношения стёрты с изменением шкалы времени. Он снова стал вечным шутником с преступными наклонностями и не очень ладит с Джо, однако довольно быстро узнает про изменения реальности и пытается восстановить отношения.

## Второстепенные персонажи
- Зоуи Картер (Джордан Хинсон[англ.]) — взбалмошная дочь Джека. В отличие от отца достаточно умна, чтобы идти в ногу с жителями города (её IQ — 157). Она жаждет быть врачом и, с помощью рекомендательного письма Генри, принята в медицинскую программу Гарвардского университета. Она встречается с Лукасом, но в изменённой реальности они расстались, когда он переехал в Женеву. Проявляет интерес к Зейну, но в серьёзные отношение это не выливается, так как Зейн пытается узнать об отношениях с Джо до изменения реальности.
- Энди, заместитель шерифа (Каван Смит) — человекоподобный дроид высокого уровня, его ЦП рассчитан на 105 терафлопс, помнит все законы Эврики. С помощью подпрограмм испытывает чувства, состоит в отношениях с Сарой.
- Доктор Беверли Барлоу (Дебра Фарентино) — городской психиатр, который втайне работает на Конгломерат. В 4 сезоне (эпизод Stoned) она возвращается. Также она знает правду о Треворе Гранте. В дальнейшем активно влияет на жизнь Эврики и её жителей.
- Винсент (Крис Готье) — владелец Cafe Diem. Он гордится тем, что в состоянии приготовить что угодно по заказу клиента, в частности, из-за странных свойств его холодильника, который представляет собой бесконечную комнату, в которой и хранятся ингредиенты для его блюд. Он не исключение среди гениев города и имеет степень доктора в молекулярной гастрономии.
- Ева Торн (Фрэнсис Фишер) — корпоративный мастер-наладчик, которую наняли, чтобы Эврика стала более выгодной государству. Выполняет она это, главным образом, увольняя сотрудников. В результате аварии на военном объекте, основанном ещё до Эврики под городом, у неё замедлилось старение — ей 107 лет. Спасая Зоуи она пожертвовала единственным шансом стать обычным человеком. Торн уезжает, чтобы начать новую жизнь, ведь ей наконец удалось оставить прошлое позади.
- Генерал Мэнсфилд (Барклей Хоуп) — генерал армии США, который часто посещает Эврику, чтобы проверить проекты правительства, или для обеспечения военного положения, когда эксперименты выходят из-под контроля.
- Лекси Картер (Эвер Кэррэдайн) — экстравагантная сестра Джека, которая приезжает, чтобы жить с ним и Зоуи в начале 3-го сезона, узнав, что она беременна. Её фанатичный подход к утилизации и переработке отходов, духовности и политике быстро подкупают остальных и делает её любимицей города. Она уезжает из Эврики с отцом её двойни.
- Кевин Блейк (Мисаха Питерс, сезоны 1—3, Тревор Джексон, сезон 4) — сын Эллисон Блэйк. Он страдает аутизмом. Его IQ выше 182. День рождения Кевина 15 марта 1997 года. Во 2-м сезоне он оказывается связан с Артефактом, что грозит ему смертью, но Генри, Беверли и Эллисон удаётся спасти его. Кевин не появляется до 4-го сезона, где он «случайно» (хотя это и не определено точно) активирует временной мост Эйнштейна. В новой временной линии Кевин не страдает аутизмом.
- Лукас (Ваня Ашер) — застенчивый друг-гений Зоуи. Они начинают встречаться после того, как вынуждены вместе работать над сложным проектом в Тесле во 2-м сезоне. В 3-м сезоне Лукас описывается как имеющий третий по величине уровень IQ, который когда-либо был измерен, хотя иногда он кажется недотёпой. Он принят в MIT после рекомендательного письма от Генри, поэтому он может быть с Зоуи в штате Массачусетс. Они расстались, когда он переехал в Женеву.
- Доктор Тесс Фонтана (Джейми Рэй Ньюман) описывается как «гениальный инженер и астрофизик, который видит вещи иначе, чем те, кто вокруг неё … что противопоставляет её основному научному сообществу». Эллисон назначила её главой 5-го сектора. К последней четверти 3-го сезона доктор Фонтана начинает проводить время с Джеком и, в конечном итоге, проявляет любовный интерес к нему (она провела, по меньшей мере, четыре ночи с Джеком в его доме). В конце 3-го сезона уезжает в Австралию. В 4-м сезоне в новой реальности она соглашается переехать жить к Картеру и никуда не уезжала. Однако Картер через некоторое время разрывает с ней отношения из-за чувств к Эллисон.
- Доктор Джим Таггерт (Мэтт Фрюэр) — эксцентричный эксперт по животным. Он также работает в геофизике.
- Доктор Тревор Грант (Джеймс Кэллис) был помощником Альберта Эйнштейна в конце 1940-х, когда Эврика была военной базой. Он впервые показан в премьерной серии 4-го сезона, когда 5 жителей Эврики телепортируются в 1947 год. Он помогает им вернуться, но прежде, чем они покинули это время, Джек Картер рассказал Эллисон Блэйк, что «оставил своё устройство в другом пиджаке» (ещё в 1947). В конце эпизода доктор Грант оказался в 2010 году в Эврике, и предполагается, что он был доставлен сюда случайно устройством Джека. Он берёт себе имя Чарльз Грант, и даже те, кто знает, кто он, называют его так. Он устраивается на работу в качестве научного историка и работает с Генри над некоторыми проектами. Позже с ним связалась Беверли Барлоу, которая убеждает Тревора работать на организацию, которую в 1947 году создал он и отец Беверли.
- Грейс Монро (Темби Лок) — учёный, механик, жена Генри Дикона в альтернативной реальности 1947 года.

## Серии
| Сезон             | Сезон | Название          | Эпизоды | Вышли в эфир   | Вышли в эфир     | Дата выхода DVD |
| Сезон             | Сезон | Название          | Эпизоды | Начало         | Конец            | Дата выхода DVD |
| ----------------- | ----- | ----------------- | ------- | -------------- | ---------------- | --------------- |
|                   | 1     | Эврика: Сезон 1   | 12      | 18 июля 2006   | 3 октября 2006   | 3 июля 2007     |
|                   | 2     | Эврика: Сезон 2   | 13      | 10 июля 2007   | 2 октября 2007   | 29 июля 2008    |
|                   | 3     | Эврика: Сезон 3.0 | 18      | 29 июля 2008   | 18 сентября 2009 | 30 июня 2009    |
| Эврика: Сезон 3.5 | 3     | 29 июня 2010      | 18      | 29 июля 2008   | 18 сентября 2009 |                 |
|                   | 4     | Эврика: Сезон 4.0 | 21      | 9 июля 2010    | 6 декабря 2011   | 5 июля 2011     |
| Эврика: Сезон 4.5 | 4     | 27 марта 2012     | 21      | 9 июля 2010    | 6 декабря 2011   |                 |
|                   | 5     | Эврика: Сезон 5   | 13      | 16 апреля 2012 | 16 июля 2012     | 17 июля 2012    |